# Paolo Rigoni
Paolo Rigoni – włoski skoczek narciarski, srebrny medalista drużynowego konkursu mistrzostw świata juniorów w 1986, brązowy medalista mistrzostw Włoch.
Uczestniczył we wszystkich konkursach 34. Turnieju Czterech Skoczni. Najwyższe, 38. miejsce zajął 6 stycznia 1986 w Bischofshofen. W klasyfikacji łącznej turnieju zajął 62. miejsce.
13 lutego 1986 w Lake Placid, podczas mistrzostw świata juniorów zdobył srebrny medal w konkursie drużynowym, w którym wystartowali z nim Virginio Lunardi i Carlo Pinzani. Reprezentanci Włoch przegrali wówczas z drużyną Republiki Federalnej Niemiec.
W 1984 zdobył brązowy medal mistrzostw Włoch w skokach narciarskich. Przegrał wówczas z Lido Tomasim i Sandro Sambugaro.

## Puchar Świata

### Miejsca w poszczególnych konkursach Pucharu Świata
| Sezon 1985/1986                                                                        |             |             |             |          |            |                        |           |               |           |         |             |                |         |         |           |           |           |        |           |       |       |      |         |         |        |        |        |        |        |        |        |        |        |        |        |        |        |        |        |        |        |        |        |
| Thunder Bay                                                                            | Thunder Bay | Lake Placid | Lake Placid | Chamonix | Oberstdorf | Garmisch-Partenkirchen | Innsbruck | Bischofshofen | Harrachov | Liberec | Klingenthal | Oberwiesenthal | Sapporo | Sapporo | Vikersund | Vikersund | St.Moritz | Gstaad | Engelberg | Lahti | Lahti | Oslo | Planica | Planica | punkty | punkty | punkty | punkty | punkty | punkty | punkty | punkty | punkty | punkty | punkty | punkty | punkty | punkty | punkty | punkty | punkty | punkty | punkty |
| -                                                                                      | -           | -           | -           | -        | 50         | 69                     | 92        | 38            | -         | -       | -           | -              | -       | -       | -         | -         | -         | -      | -         | -     | -     | -    | -       | -       | 0      | 0      | 0      | 0      | 0      | 0      | 0      | 0      | 0      | 0      | 0      | 0      | 0      | 0      | 0      | 0      | 0      | 0      | 0      |
| Legenda                                                                                |             |             |             |          |            |                        |           |               |           |         |             |                |         |         |           |           |           |        |           |       |       |      |         |         |        |        |        |        |        |        |        |        |        |        |        |        |        |        |        |        |        |        |        |
| 1 2 3 4-10 11-15 poniżej 15 - – zawodnik nie wystartował lub zajął miejsce poniżej 15. |             |             |             |          |            |                        |           |               |           |         |             |                |         |         |           |           |           |        |           |       |       |      |         |         |        |        |        |        |        |        |        |        |        |        |        |        |        |        |        |        |        |        |        |

### Turniej Czterech Skoczni

#### Miejsca w klasyfikacji generalnej
| Sezon     | Miejsce | Punkty |
| --------- | ------- | ------ |
| 1985/1986 | 62.     | 376,5  |

## Mistrzostwa świata juniorów
| Miejsce | Dzień     | Rok  | Miejscowość | Konkurs                     | Wynik | Strata | Zwycięzca |
| ------- | --------- | ---- | ----------- | --------------------------- | ----- | ------ | --------- |
| 2.      | 13 lutego | 1986 | Lake Placid | Skocznia normalna drużynowo | ?     | ?      | RFN       |